# 天主教孟菲斯教區
天主教孟菲斯教區（拉丁語：Dioecesis Memphitana in Tennesia）是美國一個羅馬天主教教區，屬路易斯維爾總教區。成立於1970年6月20日。
範圍包括田納西州西部共二十縣，教座位於孟菲斯。2006年有教友65,779人（佔轄區總人口4.5%）、四十七個堂區、七十四名司鐸。現任教區主教為達味·P·塔利。